# Jamaikanische Basketballnationalmannschaft
Die jamaikanische Basketballnationalmannschaft der Herren vertritt Jamaika bei Basketball-Länderspielen. Während der Basketball-Spielbetrieb in den 1940er Jahren hauptsächlich von chinesischen Teams wie dem United Chinese BC und dem Minh Chee BC organisiert wurde, spielen schwarze Jamaikaner ungefähr seit den 1960er Jahren. Das Nationalteam nimmt erst seit 1962, als Jamaika Gastgeber der 9. mittelamerikanischen und karibischen Spiele war, an den Meisterschaften der FIBA teil und gehört mittlerweile zu den besseren Nationalmannschaften der Karibik, in der sie bereits viermal die regionalen Meisterschaften der Caribbean Basketball Confederation (CBC) gewann. Bei den Zentralamerikameisterschaften gelang ihr nach einem fünften Platz 2010 mit dem Gewinn der Bronzemedaille bei der „Centrobasket“ 2012 die Qualifikation für die kontinentale Endrunde Basketball-Amerikameisterschaft 2013.

## Aktueller Kader
| Spieler | Spieler            | Spieler           | Spieler | Spieler | Spieler  | Spieler                     |
| Nr.     | Name               | Geburt            | Größe   | Info    | Einsätze | Verein                      |
| ------- | ------------------ | ----------------- | ------- | ------- | -------- | --------------------------- |
|         |                    | Guards (PG, SG)   |         |         |          |                             |
| 4       | Dylan Ennis        | 26.12.1991        | 188     |         |          | Villanova Wildcats (NCAA)   |
| 7       | Garfield Blair     | 24.03.1987        | 196     |         |          | Heartland Eagles (ABL)      |
| 8       | Weyinmi Efejuku    | 15.09.1986        | 196     |         |          | Indios de Mayagüez          |
| 9       | Akeem Scott        | 03.09.1983        | 185     |         |          | Guaiqueries de Margarita    |
|         |                    | Forwards (SF, PF) |         |         |          |                             |
| 5       | Adrian Uter        | 27.10.1984        | 200     |         |          | Lenovo Cantù                |
| 6       | Patrick Ewing Jr.  | 20.05.1984        | 203     |         |          | Blancos de Rueda Valladolid |
| 10      | Durand Scott       | 22.02.1990        | 196     |         |          | Blu:sens Monbus             |
| 12      | Christopher Walker | 03.10.1981        | 198     |         |          | N.N.                        |
| 13      | Adrian Forbes      | 25.05.1988        | 203     |         |          | N.N.                        |
|         |                    | Center (C)        |         |         |          |                             |
| 11      | Jerome Jordan      | 29.09.1986        | 213     |         |          | Talk’n’Text                 |
| 14      | Samardo Samuels    | 09.01.1989        | 206     |         |          | EA7 Armani Mailand          |
| 15      | Vashil Fernandez   | 15.01.1992        | 211     |         |          | Valparaiso Crusaders (NCAA) |

| Trainer | Trainer         | Trainer          |
| Nat.    | Name            | Position         |
| ------- | --------------- | ---------------- |
| /       | Sam Vincent     | Cheftrainer      |
| Jamaika | Richard Pollack | Trainerassistent |

| Legende                | Legende            |
| Abk.                   | Bedeutung          |
| ---------------------- | ------------------ |
| (C)                    | Mannschaftskapitän |
| Quellen                |                    |
| Ligahomepage           |                    |
| Stand: 31. August 2013 |                    |

| Legende                | Legende            |
| Abk.                   | Bedeutung          |
| ---------------------- | ------------------ |
| (C)                    | Mannschaftskapitän |
| Quellen                |                    |
| Ligahomepage           |                    |
| Stand: 31. August 2013 |                    |

### Weitere bekannte Spieler
- Kimani Ffriend (* 1977)
- Bryan Bailey (* 1980)
- Roy Hibbert (* 1986)

## Abschneiden bei internationalen Wettbewerben

### Weltmeisterschaften
| noch nie qualifiziert |

### Olympische Spiele
| noch nie qualifiziert |

### Amerikameisterschaften
| - 1980 bis 2011 – nicht qualifiziert |

### Panamerikanische Spiele
| keine Teilnahme verzeichnet |

### Zentralamerikanische Meisterschaften
| - 1965 – keine Teilnahme bis 1995 – verzeichnet - 1997 – 8. Platz - 1999 – nicht qualifiziert | - 2001 – nicht qualifiziert - 2003 – nicht qualifiziert - 2004 – nicht qualifiziert - 2006 – 7. Platz | - 2008 – nicht qualifiziert - 2010 – 5. Platz - 2012 – . Platz |